# Disenochus erythropus
Disenochus erythropus är en skalbaggsart som beskrevs av Sharp 1903. Disenochus erythropus ingår i släktet Disenochus och familjen jordlöpare. Inga underarter finns listade i Catalogue of Life.